# Franziska Rochat-Moser
Franziska Rochat-Moser (* 17. August 1966 als Franziska Moser in Herzogenbuchsee; † 7. März 2002 in Lausanne) war eine Schweizer Langstreckenläuferin, die sich auf den Marathon spezialisiert hatte.

## Sportlicher Werdegang
Rochat-Moser begann ihre Laufbahn als Orientierungsläuferin. 
1989 wurde sie unter ihrem Trainer Richard Umberg, der sie bis 2001 betreute, beim Tessin-Marathon in 2:42:10 h erstmals Schweizer Meisterin im Marathon. Weitere nationale Titel folgten noch im 25-km-Strassenlauf (1991) sowie im Halbmarathon (1992 und 1995).
In den Folgejahren gelang es Rochat-Moser, in die Weltspitze vorzudringen. 1993 gewann sie den Lausanne-Marathon, 1994 den Frankfurt-Marathon, 1995 den Greifenseelauf und 1997 den Murtenlauf sowie den Jungfrau-Marathon. Im selben Jahr gewann sie als bislang einzige Schweizerin den New-York-City-Marathon.
Im Marathon der Olympischen Spiele 1996 in Atlanta belegte sie den 15. Platz. Beim Marathon der Leichtathletik-Weltmeisterschaften 1997 wurde sie Achte.
1998 siegte sie beim Grand Prix von Bern. 1999 stellte sie in Barakaldo mit 31:56,78 h ihre persönliche Bestzeit über 10'000 Meter auf und in Lissabon mit 1:10:54 h ihre Bestzeit im Halbmarathon. Beim Boston-Marathon wurde sie Zweite in 2:25:51 h, der schnellsten je von einer Schweizerin gelaufenen Zeit. 2015 wurde nach einer Regeländerung der Rekord annulliert; beim damaligen Lauf ging es zu stark bergab. Das Gefälle betrug 136 Meter; erlaubt sind nach den neuen internationalen Regeln nur 42 (ein Meter pro gelaufenem Kilometer). 
Ausserdem liegen Start und Ziel weiter als die erlaubten 21,1 km (50 Prozent der Streckenlänge) auseinander. 
Dennoch hält sie den Schweizer Rekord: mit ihrer zweitbesten Zeit, gelaufen in Frankfurt 1994 in 2:27:44 h, rund zwei Minuten langsamer als ihr bisheriger Rekordlauf.
Franziska Rochat-Moser war 1,75 m gross und wog 54 kg. Nach einer Operation an der Hüfte, der sie sich im Oktober 2000 hatte unterziehen müssen, erklärte sie im Herbst 2001 ihren Rücktritt vom Wettkampfsport. Die diplomierte Juristin war ab 1995 mit dem Schweizer Koch Philippe Rochat verheiratet.
Am 6. März 2002 zog sie sich bei einem Lawinenabgang unterhalb von Les Diablerets schwere Verletzungen zu, denen sie am Tag darauf im Universitätsspital von Lausanne erlag. Sie wurde in Obergesteln beigesetzt.
Kurz vor ihrem Tod hatte sie mit der Fondation Franziska Rochat-Moser eine Stiftung zur Förderung junger Talente im Langstreckenlauf gegründet.